# Лепровиця
Лепровиця (хорв. Leprovica) — населений пункт у Хорватії, у Загребській жупанії у складі міста Дуго Село.

## Населення
Населення за даними перепису 2011 року становило 254 осіб.
Динаміка чисельності населення поселення:

## Клімат
Середня річна температура становить 10,92 °C, середня максимальна – 25,79 °C, а середня мінімальна – -6,36 °C. Середня річна кількість опадів – 847 мм.
| Клімат поселення                              | Клімат поселення | Клімат поселення | Клімат поселення | Клімат поселення | Клімат поселення | Клімат поселення | Клімат поселення | Клімат поселення | Клімат поселення | Клімат поселення | Клімат поселення | Клімат поселення | Клімат поселення |
| Показник                                      | Січ.             | Лют.             | Бер.             | Квіт.            | Трав.            | Черв.            | Лип.             | Серп.            | Вер.             | Жовт.            | Лист.            | Груд.            |                  |
| Середній максимум, °C                         | 6,06             | 8,29             | 12,88            | 17,49            | 22,74            | 25,79            | 24,96            | 24,06            | 20,06            | 14,80            | 9,11             | 5,12             |                  |
| Середня температура, °C                       | −0,15            | 2,10             | 6,67             | 11,26            | 16,53            | 19,58            | 21,11            | 20,22            | 16,21            | 10,95            | 5,27             | 1,28             |                  |
| Середній мінімум, °C                          | −6,36            | −4,14            | 0,46             | 5,07             | 10,32            | 13,38            | 17,26            | 16,36            | 12,36            | 7,10             | 1,42             | −2,59            |                  |
| Норма опадів, мм                              | 49               | 47               | 55               | 66               | 75               | 91               | 76               | 82               | 79               | 81               | 84               | 62               |                  |
| Середньомісячна швидкість вітру, м/с          | 1.88             | 2.08             | 2.50             | 2.31             | 2.20             | 2.00             | 1.90             | 1.76             | 1.77             | 1.80             | 1.90             | 1.90             |                  |
| Середньомісячна сонячна радіація, кДж/м²·день | 4127             | 6876             | 10583            | 15010            | 19217            | 21210            | 22078            | 19447            | 14197            | 8755             | 4547             | 3333             |                  |
| --------------------------------------------- | ---------------- | ---------------- | ---------------- | ---------------- | ---------------- | ---------------- | ---------------- | ---------------- | ---------------- | ---------------- | ---------------- | ---------------- | ---------------- |
| Джерело:                                      |                  |                  |                  |                  |                  |                  |                  |                  |                  |                  |                  |                  |                  |